# رعب إيميتيفيل
رعب إيميتيفيل (بالإنجليزية: The Amityville Horror)‏ هو فيلم رعب تم إنتاجه في الولايات المتحدة وصدر في سنة 2005.

## بطولة
- رايان رينولدز
- فيليب بيكر هول

## القصة
تبدأ الأحداث عندما ينتقل الزوجان جورج وكاتي لوتز مع أبناءهما الثلاثة إلى منزل قاموا بشراءه حديثا في منطقة أمتيفيل الهادئة.وبالرغم من علم أفراد عائلة لوتز أن المنزل قد شهد جريمة قتل مروعة قبل عام واحد، إلا أنهم يقررون تجاهل الماضي وبدء حياتهم في بيتهم الجديد.
تسير الأمور بهدوء حتى يبدأ الأب جورج فجأة في التصرف بشكل غريب مع أبناءه، بينما تبدأ الأبنة تشيلسي في مشاهدة أشخاص غامضين بالمنزل.
ولمدة 28 يوما متتاليا يبدأ أفراد عائلة لوتز في التعرض لأحداث غامضة ومخيفة تكاد تقضي عليهم، وتدفعهم لمغادرة المنزل وعدم العودة إليه إلى الأبد.

## الميزانية والإيرادات
بلغت تكلفة إنتاج الفيلم حوالي 19 مليون دولار بينما حقق أرباحا تقدر بـ 108,047,131 دولار.

## روابط خارجية
- رعب إيميتيفيل على موقع IMDb (الإنجليزية)
- رعب إيميتيفيل على موقع ميتاكريتيك (الإنجليزية)
- رعب إيميتيفيل على موقع روتن توميتوز (الإنجليزية)
- رعب إيميتيفيل على موقع نتفليكس (الإنجليزية)
- رعب إيميتيفيل على موقع قاعدة بيانات الأفلام العربية
- رعب إيميتيفيل على موقع ألو سيني (الفرنسية)
- رعب إيميتيفيل على موقع Turner Classic Movies (الإنجليزية)
- رعب إيميتيفيل على موقع أول موفي (الإنجليزية)
- رعب إيميتيفيل على موقع بوكس أوفيس موجو (الإنجليزية)
- رعب إيميتيفيل على موقع فيلمافينيتي (الإسبانية)